# 938 Chlosinde
A 938 Chlosinde (ideiglenes jelöléssel 1920 HQ) a Naprendszer kisbolygóövében található aszteroida. Karl Wilhelm Reinmuth fedezte fel 1920. szeptember 9-én, Heidelbergben.